# Gédéon Pitard
Gédéon Guy Clément Pitard (nacido el 7 de febrero de 1989 en Ekom, Región del Litoral) es un jugador de baloncesto camerunés con pasaporte francés que actualmente pertenece a la plantilla del Antibes Sharks de la Pro A francesa. Con 1,88 metros de altura juega en la posición de Base. Es internacional absoluto con Camerún.

## Trayectoria profesional
Se formó en la cantera del Caen Basket Calvados, club con el que debutó en la NM2 (cuarta división francesa) en la temporada 2006-2007.
En 2007 fichó por el STB Le Havre, equipo en el que estaría ocho años, hasta la temporada 2014-2015, pasando la temporada 2007-2008 en el filial, donde se proclamó campeón de Francia. En sus cuatro últimos años en Le Havre jugó 116 partidos de liga con unos promedios de 3,8 puntos, 2,1 rebotes y 1,4 asistencias en 16 min de media.
En el verano de 2015 firmó dos años con el Le Mans Sarthe Basket.

## Selección nacional
Es internacional absoluto con la Selección de baloncesto de Camerún desde 2013, cuando jugó el AfroBasket de 2013 celebrado en Abiyán, Costa de Marfil. Camerún fue 5ª y Pitard jugó 8 partidos en los que promedió 2,6 puntos, 2,5 rebotes, 3 asistencias y 1 robo de balón en 16 min de media.